# Lamborghini Invencible
El Lamborghini Invencible es un automóvil superdeportivo fabricado por Automobili Lamborghini, presentado en 2023. Este modelo forma parte de una edición limitada y marca el final de la producción de vehículos con motores V12 atmosféricos en la marca.

## Historia y contexto
El Invencible fue lanzado junto con el Auténtica. Ambos modelos fueron desarrollados como una serie limitada y están diseñados para utilizar la última versión del motor V12 atmosférico de Lamborghini. Los vehículos fueron creados bajo la dirección del jefe de diseño Mitja Borkert y su producción estuvo limitada a un número específico de unidades.[cita requerida]

## Diseño
El diseño del Lamborghini Invencible presenta una carrocería construida en fibra de carbono, que busca optimizar la aerodinámica y reducir el peso. Entre las características destacadas del diseño se incluyen:
Luces LED hexagonales, un elemento característico en algunos modelos de Lamborghini.[cita requerida]
Un alerón trasero para mejorar la carga aerodinámica.
Opciones de personalización en colores y acabados, adaptadas a las preferencias del cliente.[cita requerida]

## Motor y rendimiento
El Invencible está equipado con un motor V12 de 6.5 litros atmosférico, que genera 780 CV de potencia y un par máximo de 720 Nm. El motor se combina con una transmisión automática de siete velocidades. Este conjunto mecánico permite que el vehículo alcance una velocidad máxima superior a los 355 km/h y una aceleración de 0 a 100 km/h en 2.8 segundos.

## Producción
El Invencible es un modelo fabricado bajo pedido, con una producción limitada a un número reducido de unidades. Cada vehículo se fabrica de acuerdo con las especificaciones del cliente.[cita requerida]

## Legado
Este modelo marca el fin de la producción de vehículos Lamborghini con motores V12 atmosféricos, ya que la marca ha anunciado planes para avanzar hacia la electrificación en sus futuros modelos.[cita requerida]